# قرخینجی
قرخینجی (به لاتین: Qırxıncı) (در ترکی به معنی چهلم) یک منطقه مسکونی در جمهوری آذربایجان است که در شهرستان لریک واقع شده است.